# Mataika Tuicakau

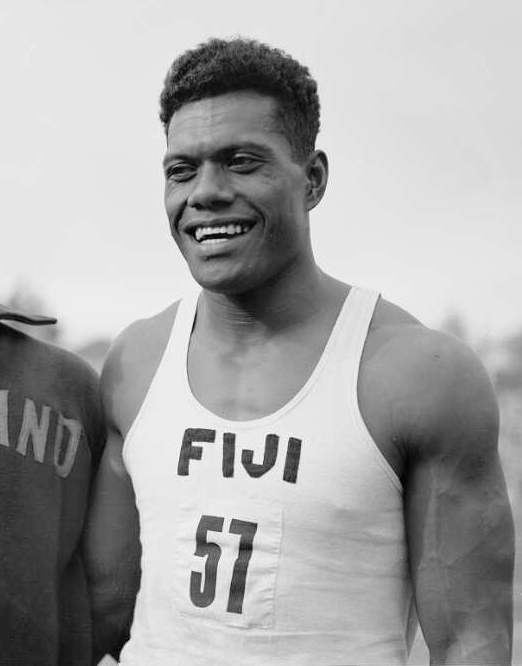
Mataika Tuicakau (1950)

Mataika Tuicakau war ein fidschianischer Kugelstoßer und Diskuswerfer.
Bei den British Empire Games 1950 in Auckland siegte er im Kugelstoßen und gewann Silber im Diskuswurf.
Sein nationaler Rekord im Kugelstoßen von 15,48 m, den er am 23. April 1951 in Suva aufstellte, hatte bis 2003 Bestand. 1990 wurde er in die Fiji Sports Hall of Fame aufgenommen. Postum wurde er 2010 vom Fiji Association of Sports and National Olympic Committee (FASANOC) als einer der Begründer des fidschianischen Sports geehrt.